# Direction des ressources humaines de l'Armée de terre
La direction des ressources humaines de l'Armée de terre (DRHAT) est une composante de l'Armée de terre française, responsable de la gestion du personnel dans tous les aspects de sa carrière (du recrutement jusqu'à l'accompagnement au retour à la vie civile).
Elle gère également la formation et les écoles via le Commandement de la Formation (COMFORM) jadis gérée par le COFAT. Elle a pour correspondant au sein de chaque unité le Bureau du Personnel (jadis désigné par le terme de 1er bureau).

## Organisation
L'administration centrale de la DRHAT est située à Paris, à Tours et à Vincennes. 

### Sous-Directions
La DRHAT est composée de 4 sous directions:
- Gestion, localisée à Tours
- Recrutement et Jeunesse, localisée à Vincennes
- Formation, localisée à Paris
- Etudes-Politique et DRAT, localisée à Paris

### Pôles
- Fonctions et Performance RH, localisé à Paris
- Centre d'Enseignement Militaire Supérieur (Terre), localisé à Paris

## Missions
La Direction des ressources humaines de l’armée de terre (DRHAT), joue un rôle central dans la définition et la mise en œuvre de la politique des ressources humaines de l’armée de terre. En tant qu’adjoint « ressources humaines » auprès du major général de l’armée de terre, elle contribue à l’élaboration de la politique RH du ministère des Armées et veille à son application au sein de l’armée de terre.
Elle est responsable de l’adéquation entre les effectifs militaires et civils et les ressources budgétaires disponibles, en assurant une répartition optimale des personnels. Elle pilote les politiques de recrutement, de formation et de gestion du personnel militaire, tout en œuvrant à l’amélioration des conditions de vie et de travail des personnels. En ce qui concerne les civils employés par l’armée de terre, la direction assure l’animation du dialogue social et participe à la mise en œuvre de la politique RH définie au niveau ministériel.
Enfin, elle garantit la cohérence des données relatives aux ressources humaines, à la solde et aux pensions en lien avec la direction des ressources humaines du ministère (DRHMD), assurant ainsi une gestion harmonisée et efficace des ressources humaines de l’armée de terre. 